# Бранислав Ратковица
Бранислав Ратковица (Градачац, 27. јул 1985) је бивши српски кошаркаш, а садашњи кошаркашки тренер. Тренутно је тренер Металца.

## Играчка каријера
Ратковица је кошарку почео да тренира у КК Земун (тадашњи Дрвомаркет). Професионалну каријеру је почео у Беопетролу, који касније мења име у Атлас. У овом клубу је остао до 2006. године, с тим што је током сезоне 2004/05. играо на позајмици у Авала Ади. Сезону 2006/07. је провео у Мега Визури а након тога одлази у Немачку. Прво је годину дана био играч Олденбурга а након тога је три сезоне провео у Тибингену.
Сезону 2011/12. је провео у турској Алијаги. У Алијаги је почео и наредну 2012/13. сезону али након неколико мечева прелази у Олин Једрене. У фебруару 2013. се вратио у Немачку и потписао за Артланд дрегонс до краја сезоне. Сезону 2013/14. је почео у украјинској екипи Политехника-Галичина, али је након само две утакмице напустио клуб и вратио се у свој бивши тим Тибинген. У Тибингену је био до краја сезоне 2014/15. у којој је био и најбољи асистент немачке Бундеслиге. У сезони 2015/16. је наступао за Лукојл академик са којим је био првак Бугарске.
Крајем јула 2016. потписао је једногодишњи уговор са Партизаном. Дана 30. новембра 2017. године је договорио сарадњу са Цибоном до краја те сезоне. Почетком јуна 2018. потписао је једногодишњи уговор са екипом Мега Бемакс. У априлу 2019. се прикључио екипи ОКК Београда за Суперлигу Србије. У јулу 2019. је завршио играчку каријеру и почео да ради као помоћни тренер у Мега Бемаксу.
Са репрезентацијом СЦГ до 20 година освојио је бронзану медаљу на Европском првенству 2005. у Чехову, Русија.

## Тренерска каријера
Тренерску каријеру је почео у сезони 2019/20, радећи као помоћник Дејану Милојевићу у Мега Бемаксу. Први самостални тренерски ангажман је добио у јуну 2020, када је преузео ОКК Београд. Након сезоне у ОКК Београду, Ратковица је преузео ваљевски Металац.

## Успеси

### Клупски
- Лукојл академик:
  - Првенство Бугарске (1): 2015/16.

### Репрезентативни
- Европско првенство до 20 година:  2005.